# Dura lex, sed lex
Dura lex, sed lex é uma expressão em latim cujo significado em português é "[a] lei [é] dura, porém [é a] lei".
A expressão se refere à necessidade de se respeitar a lei em todos os casos, até mesmo naqueles em que ela é mais rígida e rigorosa. A expressão remonta ao período de introdução das leis escritas na Roma Antiga; a legislação, até então, era transmitida pela via oral, e por consequência sofria diversas alterações por parte dos juízes, que as refaziam de acordo com tradições locais, e introduziam uma série de interpretações pessoais, na medida em que eram os detentores do poder de se referir a esta tradição oral. Com a introdução das leis escritas, passaram a ser iguais para todos - e, como tal, deviam ser respeitadas, por mais duras que fossem.